# خوان فرناندو كينتيرو
خوان فيرناندو كوينتيرو (بالإسبانية: Juan Fernando Quintero) لاعب كرة قدم كولومبي يلعب لنادي بورتو البرتغالي ، ولعب لمنتخب كولومبيا في كأس العالم 2014 المقامة في البرازيل.

## مسيرته الكروية
لعب خوان فرناندو كينتيرو خلال مسيرته الاحترافية مع 7 أندية في اثنا عشر موسمًا وسجل خلالها 33 هدفًا ضمن 191 مباراة. حيث فاز في موسمين بالكأس ولم يفز بأي دوري.
خاض خوان فرناندو كينتيرو مسيرته مع نادي إنفيغادو في موسم 2009 واستمر معه طيلة ثلاثة مواسم، مشاركًا في 41 مباراة سجل خلالها 4 أهداف. ثم انتقل إلى نادي أتلتيكو ناسيونال ما بين عامي 2012 و2013 لمدة موسم واحد، حيث شارك في 15 مباراة سجل خلالها هدفين. لينتقل بعدها إلى نادي بيسكارا في موسم 2012–13 لمدة موسم واحد، مشاركًا في 17 مباراة سجل خلالها هدفًا واحدًا. ثم انتقل إلى نادي بورتو في موسم 2013–14 ولمدة موسمين، مشاركًا في 42 مباراة سجل خلالها 6 أهداف. هذا وانتقل لاحقًا إلى نادي ستاد رين في موسم 2015–16 لمدة موسم واحد، مشاركًا في 12 مباراة سجل خلالها هدفًا واحدًا. ثم انتقل بعدها إلى نادي إنديبندينتي ميديلين ما بين عامي 2017 و2018 لمدة موسم واحد، مشاركًا في 23 مباراة سجل خلالها 11 هدفًا. ليعود وينتقل من جديد، لكن هذه المرة إلى نادي ريفر بليت في موسم 2017–18 واستمر معه طيلة ثلاثة مواسم، مشاركًا في 41 مباراة سجل خلالها 8 أهداف.

## روابط خارجية
- خوان فرناندو كينتيرو على موقع ميوزك برينز (الإنجليزية)

- خوان فرناندو كينتيرو على موقع الاتحاد الدولي (مؤرشف)  (الإنجليزية)
- خوان فرناندو كينتيرو على موقع قاعدة بيانات كرة القدم.إي يو (الإنجليزية)
- خوان فرناندو كينتيرو على موقع ليكيب (الفرنسية)
- خوان فرناندو كينتيرو على موقع ناشيونال فوتبول تيمز (الإنجليزية)
- خوان فرناندو كينتيرو على موقع Soccerbase.com (لاعب) (الإنجليزية)
- خوان فرناندو كينتيرو على موقع Soccerway.com (الإنجليزية)
- خوان فرناندو كينتيرو على موقع عالم كرة القدم.نت (الإنجليزية)
- خوان فرناندو كينتيرو على موقع AS.com (الإسبانية)